# Cosimo Berlinsani
Cosimo Berlinsani, O.M.D. (12. prosince 1619 Lucca – 26. října 1694 Řím) byl italský římskokatolický duchovní, člen Řeholních kleriků Matky Boží a zakladatel kongregace Sester oblátky od Dítěte Ježíše.

## Život
Narodil se 12. prosince 1619 v Lucce jako syn lékaře Vincenza a Camilly Pinocci.
Vstoupil do kněžského semináře. Po studiu teologie byl 25. října 1642 vysvěcen na kněze. Po vysvěcení na kněze se věnoval hlavně funkci zpovědníka. Podle jeho životopisce Carla Antonia Erry si získal mnoho hříšníků, aniž by omlouval jejich hříšnost. Stal se slavným zpovědníkem v celém Římě. Dne 25. března 1643 vstoupil do kongregace Řeholních kleriků Matky Boží a 25. března 1646 složil věčné řeholní sliby. 
Roku 1649 převzal duchovní vedení Anny Moroni. Svěřil jí vyučování dívek připravující se na přijetí křtu a několik prostitutek, které chtěly změnit svůj způsob života. Pro své duchovní děti sepsal knihu La Nutrice Spirituale del Bambino Gesù. Roku 1672 se s Annou rozhodli založit novou řeholní kongregaci Sester oblátek od Dítěte Ježíše.
Byl dlouholetým farářem farnosti S. Maria in Campitelli. Po smrti Anny Moroni v roce 1675 se nadále věnoval vedení kongregace, pro kterou sepsal pravidla řeholního života.
Zemřel 26. října 1694 v Římě.

## Proces svatořečení
Proces byl zahájen 5. června 2015 v diecézi Řím.